# 사가선
사가선은 사가현 사가시의 사가역 및 후쿠오카현 야마토 군 세타카 정(현재: 미야마시)의 세타카역을 맺고 있던 일본 국유 철도가 운영하던 철도 노선이다.
국철 재건법에 따라 제 2차 특정 지방 교통 선에 지정되어 국철 분할 민영화 이전 1987년 3월 28일에 폐지되었다.

## 역 목록
사가역 - 히가시사카 역 - 미나미사가 역 - 미츠노리 역 - 모로토미 역 - 지쿠고가와 신호장 - 지쿠고와카츠 역 - 지쿠고오카와 역 - 히가시오카와 역 - 지쿠고야나가와 역 - 햐쿠초 역 - 미츠하시 역 - 세타카역